# Partido Popular Demócrata Cristiano (Hungría)
El Partido Popular Demócrata Cristiano (en húngaro: Kereszténydemokrata Néppárt) abreviado por sus siglas en húngaro KDNP es un partido político conservador de Hungría fundado en 1944 pero no legalizado hasta la caída del comunismo, cuando ingresó al parlamento en las primeras elecciones libres.
Nominalmente, el KDNP se encuentra en coalición con el gobernante y dominante Fidesz-Unión Cívica Húngara, con quien mantiene estrechos vínculos y cuyas candidaturas presenta bajo las listas de dicho partido. Sin embargo, es considerado generalmente un "partido títere" o "satélite" del oficialismo, y no ha accedido al parlamento por sí solo desde 1994. Sin Fidesz, su apoyo electoral no se puede medir. Destacados políticos del gobierno húngaro, como János Lázár, han declarado que Fidesz no considera su alianza con el KDNP un gobierno de coalición.

## Historia
Fundado el 13 de octubre de 1944, poco antes del final de la Segunda Guerra Mundial, por estadistas católicos y nacionalistas húngaros, principalmente clérigos e intelectuales, como un sucesor del Partido Cristiano Unido, previo a la guerra. Entre los fundadores estuvieron el obispo Vilmos Apor, Béla Kovrig (presidente de la Universidad de Kolozsvár), László Varga, el general József Pálffy, el etnógrafo Sándor Bálint y el periodista político István Barankovics. Era una rama del Movimiento Folclórico Social Católico (KSzN), una organización civil. El 8 de mayo de 1945 eligieron a Barankovics como secretario general.
El partido fue legal brevemente durante algunos meses en el período de la Segunda República Húngara, pero las autoridades soviéticas ocupantes se negaron a permitirle registrarse, aduciendo que tenía vínculos con el fascismo.  Algunos de los fundadores del partido, incluido Varga, fueron encarcelados durante algunos días por haber tenido relación con el Partido de la Cruz Flechada. Durante el resto la Segunda República, mantuvo algunos vínculos y pactos electorales distritales con el gobernante Partido Independiente Cívico de los Pequeños Propietarios y de los Trabajadores Agrarios (FKgP). El partido enfrentó una división seria entre socialistas cristianos y conservadores cristianos mientras el comunismo incrementaba su influencia en el país. Mediante formaciones afines el KDNP, bajo el nombre Partido Democrático del Pueblo (DNP), obtuvo 60 de los 411 escaños en las elecciones de 1947, que ganó el Partido Comunista.
El DNP era una organización demócrata y anticomunista. En 1949, Mátyás Rákosi pidió a Barankovics que los líderes del partido lo ayudaran en el juicio contra el Cardenal Mindszenty, que ya estaba en prisión. Barankovics se negó y, abandonando su partido, escapó a Austria en el automóvil de un diplomático estadounidense. Mucha gente siguió su ejemplo; otros fueron encarcelados por los comunistas. El partido fue disuelto posteriormente en enero de 1949, meses antes de que el comunismo hiciera absoluto su control sobre Hungría y proclamase la República Popular.
El partido fue refundado en 1989, tras la caída del comunismo, con su nombre actual. El vínculo entre el partido histórico y el actual se discute, aunque varios miembros prominentes del partido original, como László Varga, participaron en su refundación. Estuvo presente en la Asamblea Nacional entre 1990 y 1998. A partir de 1998, se asoció estrechamente con el partido nacionalista Fidesz. En 2005, Fidesz y el KDNP firmaron un acuerdo de cooperación electoral, a consecuencia de lo cual el KDNP obtuvo escaños en la Asamblea Nacional. En las elecciones de 2006 esta alianza ganó fuerza, ganando el 42.0% de los votos en el sistema de lista y 164 representantes de 386 en la Asamblea Nacional. El partido decidió formar una facción parlamentaria independiente con 23 representantes. Es la tercera facción más grande en la Asamblea Nacional y coopera estrechamente con la facción Fidesz. A partir de 2017, el líder del partido es Zsolt Semjén, vice primer ministro.

## Resultados electorales
| Asamblea Nacional               | Asamblea Nacional       | Asamblea Nacional       | Asamblea Nacional       | Asamblea Nacional       | Asamblea Nacional | Asamblea Nacional | Asamblea Nacional        |
| Elecciones                      | # de votos lista        | % de votos lista        | # de votos distrito     | % de votos distrito     | # de de escaños   | +/–               | Posición                 |
| ------------------------------- | ----------------------- | ----------------------- | ----------------------- | ----------------------- | ----------------- | ----------------- | ------------------------ |
| 1945                            | En la lista del FKGP    | En la lista del FKGP    | En la lista del FKGP    | En la lista del FKGP    | 2/409             |                   | Coalición                |
| 1947                            | 824.259 (#2)            | 16,50                   |                         |                         | 60/411            | 58                | Oposición                |
| Partido ilegalizado (1949-1989) |                         |                         |                         |                         |                   |                   |                          |
| 1990                            | 317.183 (#6)            | 6,46                    | 287.614 (#5)            | 5,80                    | 21/386            |                   | Coalición con MDF y FKgP |
| 1994                            | 379.573 (#5)            | 7,03                    | 397.887 (#6)            | 7,37                    | 22/386            | 1                 | Oposición                |
| 1998                            | 116.068 (#8)            | 2,59                    | 129.791 (#8)            | 2,90                    | 0/386             | 22                | Extraparlamentario       |
| 2002                            | 219.029 (#5)            | 3,90                    | 182.256 (#5)            | 3,24                    | 0/386             |                   | Extraparlamentario       |
| 2006                            | En las listas de Fidesz | En las listas de Fidesz | En las listas de Fidesz | En las listas de Fidesz | 23/386            | 23                | Oposición                |
| 2010                            | En las listas de Fidesz | En las listas de Fidesz | En las listas de Fidesz | En las listas de Fidesz | 36/386            | 13                | Coalición                |
| 2010                            | En las listas de Fidesz | En las listas de Fidesz | En las listas de Fidesz | En las listas de Fidesz | 16/199            | 20                | Coalición                |
| 2018                            | En las listas de Fidesz | En las listas de Fidesz | En las listas de Fidesz | En las listas de Fidesz | 16/199            | Sin cambios       | Coalición                |
| 2022                            | En las listas de Fidesz | En las listas de Fidesz | En las listas de Fidesz | En las listas de Fidesz | 18/199            | 2                 | Coalición                |